# Веньковський Кирило Іванович
Кири́ло Іва́нович Венько́вський (1808 — 2 лютого 1865, Відень, Австрійська імперія) — доктор права, політичний та громадський діяч Галичини середини XIX століття, посол до Австрійського парламенту 1848 року.
Народився в родині викладача, професора середніх шкіл у Львові Івана Веньковського.
Здобув юридичну освіту у Львівському університеті, де отримав ступінь доктора права. З 1832 р. — концепт-стажер, з 1837 р. — актуарій, а з 1841 р. — фіскальний ад'юнкт при Торговій палаті у Львові. З 1849 р. — ад'юнкт, а з 1858 р. — фінансовий радник у фінансовій прокуратурі у Відні.
В часи весни народів в Австрійській імперії активно включається в політичну діяльність. В кінці березня 1848 року був у складі депутації Народного Комітету до Відня. Був членом Ставропігійського інституту та учасником Руського Собору у Львові (1848), членом Головної Руської Ради (1848). Член австрійського рейхстагу від серпня 1848 до 7 березня 1849. Обраний від Яворівського виборчого округу. 7 березня 1849 року парламент був розпущений і парламентарі втратили повноваження. В парламенті входив у Польське коло.

## Родина
Одружився у 1841 з Францискою Келлерман. Мав 2 синів (один помер в дитинстві) і 2 доньок. Одна з них, Берта, вийшла заміж за фельдмаршала-лейтенанта австро-угорської армії Адама Дембицького фон Вроцєнь.